# Rydków
Rydków (ukr. Рідків) – wieś na Ukrainie, w obwodzie rówieńskim, w rejonie dubieńskim, w hromadzie Krupiec. W 2001 liczyła 539 mieszkańców, spośród których 535 wskazało jako ojczysty język ukraiński, a 4 rosyjski.
W okresie międzywojennym wieś znajdowała się w granicach II RP, wchodząc w skład gminy Tesłuhów w powiecie dubieńskim, w województwie wołyńskim.